# Arracada d'arengada
L'arracada d'arengada és el terme amb què es coneix, en el món de la joieria, el tipus d'arracada tradicional de Catalunya des de mitjan segle xviii i amb un apogeu destacat durant el segle xix. També havia rebut altres noms comuns com Jacsins o arracada de dida. Es popularitzà especialment arran dels dissenys de Josep Masriera i Vidal, precursor d'una nissaga d'òrfebres catalans d'ençà dels seus dissenys el 1838 amb or i maragdes i és considerat el model de joia més representatiu de l'Edat d'Or de la joiera catalana, juntament amb d'altres dissenys com el de la tanca catalana.
L'arracada d'arengada és sovint feta de metalls nobles (sobretot d'or i d'argent) i consta de diverses peces. A la part superior hi ha un botó per a l'ús diari, quadrat o rectangular, i que està dissenyat per a que s'adapti al lòbul de l’orella. El centre de la peça és llarga i ametllada, amb com a mínim tres parts desmuntables: un penjant a cada costat i un tercer al mig, del qual de vegades en penja un altre de més petit que és el que fa d’acabament de tota l'arracada. El conjunt pot fer entre 2 i fins a 15 centímetres de llargada en alguns casos, fet que li confereix una silueta que, per analogia a l'arengada, li conferí aquest malnom.
L'articulació horitzontal de l'arracada en tres parts li confereix un lleu i elegant moviment i una adaptabilitat al coll i al possible pentinat del cabell que contrasta en una possible visió rígida d'una arracada tant llarga i pesant.
Pròpia del prometatge i del matrimoni en les famílies catalanes, per tal d'atorgar-li més majestuositat, com en el cas de les peces amb maragdes de Masriera i Manovens, els metalls es combinen amb d'altres gemmes com ara ametistes, petits diamants o topazis que també li confereixen reminiscències a temes vegetals. En el cas dels exemplars guarnits amb granats, la Catalunya del Nord ha estat històricament un lloc destacat de confecció de l'arracada d'arengada.